# Cogeração

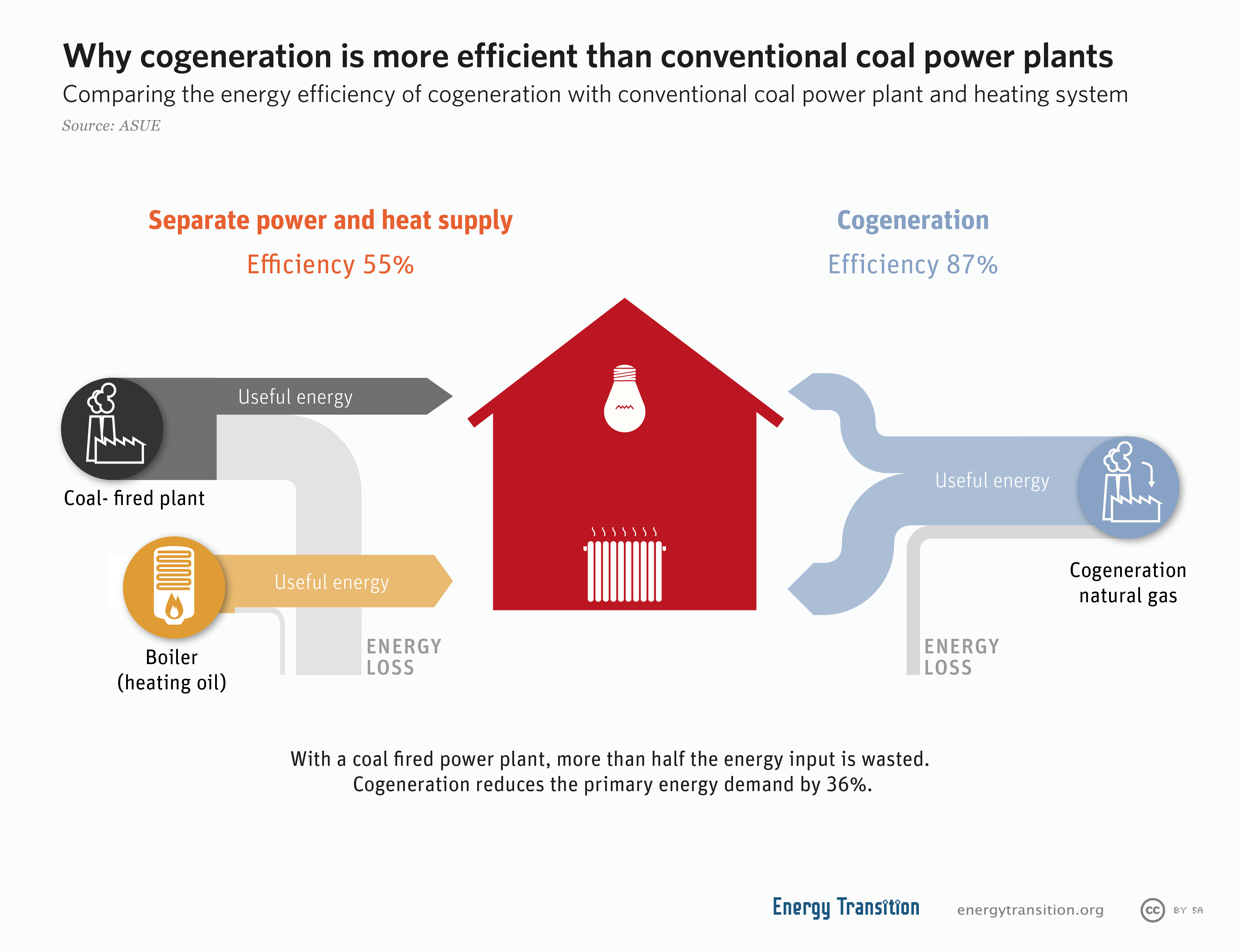
Diagrama (em inglês) comparando as perdas da geração convencional contra cogeração.

Cogeração é definida como um processo de produção e utilização combinada de calor e electricidade, proporcionando o aproveitamento de mais de 60% da energia térmica proveniente dos combustíveis utilizados nesse processo. Embora utilize processos de aproveitamento de calor que tipicamente provém dos gases de escape de um Ciclo Brayton à semelhança de sistemas a Ciclo Combinado, estes processos são essencialmente distintos na prática e aplicação: Ciclo Combinado possui dois ciclos termodinâmicos, normalmente Brayton-Rankine e produz um produto final (electricidade). Na Cogeração, o sistema parte de um recurso, com um ciclo termodinâmico, obtendo-se dois produtos finais, acima referidos.
O processo de produção de energia dito Ciclo combinado refere-se ao emprego de mais de um ciclo termodinâmico, tipicamente Brayton-Rankine, num certo processo de produção de energia eléctrica com o objetivo de aumentar a eficiência desse processo. Sendo uma tecnologia que permite racionalizar eficazmente o consumo dos combustíveis necessários à produção de energia útil, a cogeração pode assegurar um aproveitamento elevado da energia primária e, por essa razão, responde favoravelmente aos objectivos das políticas energéticas comunitárias e nacionais.
A cogeração responde também de forma eficaz a preocupações de natureza ambiental, uma vez que ao fornecer a mesma energia final com um menor consumo de energia primária, reduz significativamente as emissões para o ambiente. A cogeração assume assim, um papel muito importante na redução das emissões de CO2 para a atmosfera, e consequente cumprimento das metas assumidas no protocolo de Kyoto. A cogeração é, com efeito, o sistema mais eficiente de produção de electricidade a partir de qualquer combustível.

## Geração a gás natural
O gás natural pode ser aplicado também na conversão em energia elétrica com uso em turbinas de alto rendimento, sendo esta uma forma deste combustível atender à crescente demanda de consumidores de grandes volumes como as usinas termelétricas.
Atualmente a tecnologia mais empregada nesse tipo de aplicação são as usinas de ciclo combinado a gás natural. As vantagens envolvem desde a eficiência do sistema até a contribuição ao meio ambiente, além da redução dos custos em comparação a outras alternativas energéticas.
A demanda do combustível para o segmento de geração com os grandes volumes que necessita contribui positivamente para a estruturação do mercado do gás natural e o desenvolvimento estratégico da cadeia energética nacional.

### A cogeração a gás natural
Em tempos de escassez de energia elétrica, cresce a procura por uma opção de fonte de energia que seja abundante, não ofereça riscos de interrupção, que tenha baixo impacto no meio ambiente e a garantia de uma distribuidora de confiança. O gás natural, quando usado para fins de cogeração, tem se apresentado como uma das melhores alternativas.
A cogeração, por sua vez, é uma forma de gerar calor e eletricidade, que pode ser feita por meio da queima de gás natural. Para entender o que é esse sistema, é preciso saber que todo gerador elétrico acionado por um motor que usa um combustível é chamado de gerador termoelétrico. Por maior que seja a eficiência desse gerador, cerca de 70% da energia contida no combustível é transformada em calor e perdida para o meio-ambiente. Trata-se de uma limitação física que independe do tipo de combustível (diesel, gás natural, carvão mineral, etc) ou do tipo de motor (a explosão, turbina a gás ou a vapor).
A cogeração, ao contrário, permite a produção simultânea de energia elétrica, térmica e de vapor, a partir do mesmo combustível: no caso, o gás natural. O calor que seria dissipado é recuperado dos gases de escape e produz vapor, ar quente e refrigeração, que podem ser utilizados nos processos industriais, gerando mais energia elétrica, por exemplo.
Quando se dispõe de gás natural, uma boa solução para a cogeração é a utilização de uma turbina a gás. Nesta solução, a relação vapor-eletricidade pode se adaptar com maior flexibilidade às necessidades normais das indústrias. O balanço da eficiência energética de uma turbina a gás para 100% de energia primária é de 30% de energia elétrica, 50% de energia térmica e 20% de perdas.

### Vantagens
O ganho com eficiência neste sistema proporciona a produção de uma energia elétrica confiável, com baixo custo, ficando a unidade industrial ou comercial independente da qualidade de fornecimento do distribuidor de energia. Fato da maior importância para usuários que necessitam de um abastecimento contínuo e ininterrupto, como hospitais, hotéis, shopping centers e grandes empreendimentos ou mesmo indústrias.
Além do alto desempenho, praticamente sem desperdício, a cogeração tem um caráter descentralizador, porque precisa estar próxima da unidade consumidora. Por isso, o impacto ambiental é reduzido, já que não há necessidade de linhas de transmissão extensas e suas consequentes infra-estruturas.
A cogeração com gás natural também reduz bastante a emissão de resíduos contaminantes, se comparada, por exemplo, à cogeração com outros combustíveis. Então, além de economizar energia, este processo contribui para diminuir os níveis de poluição.
Nos países desenvolvidos, a cogeração vem sendo empregada em diversos segmentos. Já no Brasil, esse sistema vem aumentando a cada dia, e já conta com uma linha de financiamento oferecida pelo BNDES para a sua implantação.

## Geração utilizando biomassa
Biomassa vêm se destacando como sendo uma das mais importantes fontes de energia renovável. Entende-se por biomassa toda matéria vegetal ou animal na qual tem-se a possibilidade de ser reaproveitada como fonte de produção de calor ou eletricidade, como cana-de-açúcar, óleos vegetais, madeira, dejetos orgânicos e resíduos de indústrias alimentícias ou agrícolas.  O Brasil é hoje considerado uma referência mundial em termos de geração de energia a partir de biomassa.
Um setor em ascensão no uso de biomassa para geração de energia é o setor sucroalcooleiro, que utiliza principalmente o bagaço da cana-de-açúcar como combustível para geração, principalmente, de energia térmica e energia elétrica.

### Cogeração de energia no setor sucroalcooleiro
Nas usinas de cana-de-açúcar a cogeração de energia ocorre por meio das seguintes etapas: O bagaço ao ser queimado em uma fornalha gera energia térmica em forma de vapor e energia elétrica. O vapor gerado gira uma turbina, sendo que em virtude dessa turbina estar interligada com um gerador, o gerador acaba entrando em movimento gerando dessa forma energia elétrica.
A cogeração de energia nas usinas de cana é uma prática que vem crescendo nos últimos anos, levando em consideração as recentes crises no setor energético do Brasil que levaram o governo a enfrentar dificuldades para garantir o abastecimento de energia elétrica. Consequentemente houve um aumento do preço da energia elétrica. 
Com adoção da cogeração de energia no setor sucroalcooleiro, as usinas conseguem além de suprir a demanda de energia elétrica necessária para operarem gerarem ainda um excedente que pode ser comercializado.

### Vantagens da cogeração utilizando o bagaço da cana-de-açúcar
Em comparação com geração de energia elétrica por meio de termoelétricas que utilizam combustíveis fósseis, como o gás natural, a cogeração de energia a partir do bagaço de cana apresenta vantagens ambientais em virtude da redução da emissão de CO2.
Além das vantagens ambientais, a cogeração utilizando bagaço da cana apresenta vantagens em termos de eficiência em relação à geração termoelétrica, por meio da destinação final da energia produzida. Enquanto na geração termoelétrica há uma perda de parte do calor gerado, na cogeração esse calor tem a possibilidade de ser utilizado nos processos produtivos aumentando a eficiência global do processo.

### Desvantagens da cogeração utilizando bagaço da cana-de-açúcar
No cultivo da cana-de-açúcar costuma ser utilizado fontes de potássio que contém altas concentrações de cloro, como é o caso do cloreto de potássio (KCl). Tendo em vista que a aplicação de KCl costuma ser em grandes quantidades, a cana-de-açúcar acaba absorvendo altas concentrações de cloro.
Em virtude dessa absorção, quando há a queima do bagaço da cana-de-açúcar no processo de cogeração de energia, acaba sendo emitido dioxinas e cloreto de metila. No caso das dioxinas, essas substâncias são consideradas muito tóxicas e podem causar câncer.
Já no caso do cloreto de metila, essa substância ao atingir a estratosfera reage com as moléculas de ozônio levando a quebra dessas moléculas. Com isso, as moléculas de ozônio ao serem quebradas ficam incapacitadas de absorver os raios ultravioletas, o que leva a radiação UV a ser mais intensa na Terra, contribuindo dessa forma para o agravamento do aquecimento global.

## Espécies
- IGCC
- CCGT
- Tecnologia Pinch